# Rafael Câmara
Rafael Chaves Câmara (Recife, 5 maggio 2005) è un pilota automobilistico brasiliano.
Dal 2022 fa parte della Scuderia Ferrari Driver Academy, nel 2024 ha vinto la Formula Regional europea e nel 2025 ha trionfato in Formula 3.

## Carriera

### Kart e primi anni in monoposto
Câmara ha iniziato a correre in kart nel 2011 gareggiando nel Campionato dello Stato di Pernambuco (Brasile). Nel 2017 è passato alle competizioni internazionali, tra i suoi più grandi successi abbiamo il secondo posto nel Campionato del Mondo Karting ottenuto nel 2019 nella classe OK Junior. Nel 2021, ultimo anno in kart, ha ottenuto la vittoria nel WSK Champions Cup ed è arrivato secondo nel Campionato Europeo CIK-FIA.
Nel 2022 Câmara esordisce in monoposto correndo per il team italiano, Prema Racing. Il brasiliano prende parte a tre campionati: la Formula 4 degli EAU dove ottiene sei vittorie, laureandosi vice campione dietro ad Andrea Kimi Antonelli; la Formula 4 italiana dove ottiene due vittorie chiudendo terzo in classifica finale; stesso risultato che ottiene nella Formula 4 ADAC dove ottiene altre due vittorie.
Nel inverno del 2023 prende parte alla Formula Regional Middle East correndo per il team indiano, Mumbai Falcons, con il supporto della Prema. Câmara ottiene sei podi e chiude terzo in classifica genarle dietro al suo compagno di team, Andrea Kimi Antonelli e a Taylor Barnard. Nel resto del anno rimane legato al team Prema partecipando alla Formula Regional europea. Il pilota brasiliano ottiene due vittorie, la prima a Spa-Francorchamps e la seconda al Red Bull Ring. Chiude la stagione al quinto posto con 173 punti conquistati.  
L'anno seguente torna nella Formula Regional Middle East, ottiene due vittorie e chiude sempre al terzo posto in classifica generale. Prende parte anche al suo secondo nella Regional europea sempre con la Prema. Câmara ottiene bel sette vittorie e si laurea campione.   

### Formula 3
Per la stagione 2025, Câmara passa alla Formula 3 correndo per il team italiano Trident. Il brasiliano, nel primo weekend stagionale a Melbourne ottiene la Pole Position e poi la vittoria in gara due davanti al suo compagno di team, Noah Strømsted.

## Risultati

### Riassunto della carriera
| Stagione | Serie                        | Team                          | Gare | Vittorie | Pole | G.V | Podio | Punti | Pos. |
| -------- | ---------------------------- | ----------------------------- | ---- | -------- | ---- | --- | ----- | ----- | ---- |
| 2022     | Formula 4 degli EAU          | Prema Racing                  | 16   | 6        | 4    | 5   | 8     | 210   | 2º   |
| 2022     | Formula 4 italiana           | Prema Racing                  | 20   | 2        | 4    | 3   | 10    | 239   | 3º   |
| 2022     | Formula 4 ADAC               | Prema Racing                  | 12   | 1        | 2    | 2   | 9     | 193   | 3º   |
| 2023     | Formula Regional Middle East | Mumbai Falcons Racing Limited | 15   | 0        | 0    | 0   | 6     | 131   | 3º   |
| 2023     | Formula Regional europea     | Prema Racing                  | 20   | 2        | 3    | 1   | 5     | 173   | 5º   |
| 2024     | Formula Regional Middle East | Mumbai Falcons Racing Limited | 15   | 2        | 1    | 2   | 2     | 128   | 3º   |
| 2024     | Formula Regional europea     | Prema Racing                  | 20   | 7        | 7    | 7   | 12    | 309   | 1º   |
| 2025     | Formula 3                    | Trident Motorsport            | 17   | 4        | 4    | 3   | 5     | 156*  | 1º   |

* Stagione in corso.

### Risultati in Formula 4 italiana
| Stagione | Team         | 1   | 2   | 3   | 4   | 5   | 6   | 7   | 8   | 9   | 10  | 11  | 12  | 13  | 14  | 15  | 16  | 17  | 18  | 19  | 20  | 21  | Punti | Pos. |
| -------- | ------------ | --- | --- | --- | --- | --- | --- | --- | --- | --- | --- | --- | --- | --- | --- | --- | --- | --- | --- | --- | --- | --- | ----- | ---- |
| 2022     | Prema Racing | IMO | IMO | IMO | MIS | MIS | MIS | SPA | SPA | SPA | VAL | VAL | VAL | RBR | RBR | RBR | MON | MON | MON | MUG | MUG | MUG | 239   | 3º   |
| 2022     | Prema Racing | 1   | 8   | 2   | 2   | 4   | 1   | 2   | 4   | 3   | 2   | Rit | 2   | 17  | 2   | 13  | 4   | 10  | C   | 5   | 3   | Rit | 239   | 3º   |

### Risultati nella Formula Regional Middle East
| Stagione | Squadra        | 1   | 2   | 3   | 4   | 5   | 6   | 7   | 8   | 9   | 10  | 11  | 12  | 13  | 14  | 15  | Punti | Pos. |
| -------- | -------------- | --- | --- | --- | --- | --- | --- | --- | --- | --- | --- | --- | --- | --- | --- | --- | ----- | ---- |
| 2023     | Mumbai Falcons | DUB | DUB | DUB | KMT | KMT | KMT | KMT | KMT | KMT | DUB | DUB | DUB | ABU | ABU | ABU | 131   | 3º   |
| 2023     | Mumbai Falcons | 5   | 5   | 4   | 18  | 3   | Rit | 2   | Rit | 2   | 2   | 23  | 16  | 3   | 12  | 3   | 131   | 3º   |

### Risultati nella Formula Regional europea
| Stagione | Team         | 1   | 2   | 3   | 4   | 5   | 6   | 7   | 8   | 9   | 10  | 11  | 12  | 13  | 14  | 15  | 16  | 17  | 18  | 19  | 20  | Punti | Pos. |
| -------- | ------------ | --- | --- | --- | --- | --- | --- | --- | --- | --- | --- | --- | --- | --- | --- | --- | --- | --- | --- | --- | --- | ----- | ---- |
| 2023     | Prema Racing | IMO | IMO | CAT | CAT | HUN | HUN | SPA | SPA | MUG | MUG | LEC | LEC | RBR | RBR | MNZ | MNZ | ZAN | ZAN | HOC | HOC | 173   | 5º   |
| 2023     | Prema Racing | 3   | Rit | 11  | 6   | 7   | 10  | 1   | 5   | 6   | 2   | 8   | 12  | 1   | Rit | Rit | 2   | 7   | Rit | 4   | 4   | 173   | 5º   |
| 2024     | Prema Racing | HOC | HOC | SPA | SPA | ZAN | ZAN | HUN | HUN | MUG | MUG | LEC | LEC | IMO | IMO | RBR | RBR | CAT | CAT | MNZ | MNZ | 309   | 1º   |
| 2024     | Prema Racing | 1   | 2   | 1   | 1   | 2   | 1   | 3   | 6   | 5   | 5   | 1   | 6   | 1   | 9   | 11  | 16  | 3   | 4   | 2   | 1   | 309   | 1º   |

### Risultati Formula 3
(legenda) (Le gare in grassetto indicano la pole position) (Le gare in corsivo indicano Gpv)
| Anno | Team               | 1   | 2   | 3   | 4   | 5   | 6   | 7   | 8   | 9   | 10  | 11  | 12  | 13  | 14  | 15  | 16  | 17  | 18  | 19  | 20  | Punti | Pos. |
| ---- | ------------------ | --- | --- | --- | --- | --- | --- | --- | --- | --- | --- | --- | --- | --- | --- | --- | --- | --- | --- | --- | --- | ----- | ---- |
| 2025 | Trident Motorsport | AUS | AUS | SAK | SAK | IMO | IMO | MON | MON | CAT | CAT | RBR | RBR | SIL | SIL | SPA | SPA | HUN | HUN | MNZ | MNZ | 156*  | 1º   |
| 2025 | Trident Motorsport | Rit | 1   | 12  | 1   | 11  | 3   | 7   | Rit | Rit | 1   | 9   | 5   | 8   | 22  | 5   | C   | 8   | 1   |     |     | 156*  | 1º   |